# Vitillo Ábalos
Víctor Manuel Ábalos, más conocido como Vitillo Ábalos (Santiago del Estero, 30 de abril de 1922-Buenos Aires, 19 de octubre de 2019), fue un folclorista, músico, letrista, compositor, cantante y bailarín argentino. Fue integrante de Los Hermanos Ábalos durante casi sesenta años y luego continuó su carrera con «El patio de Vitillo Ábalos».

## Biografía
Nació en una familia de músicos el 30 de abril de 1922, pero su nacimiento fue asentado en el Registro Civil el 8 de mayo de ese año. Es el penúltimo de los cinco hermanos Ábalos. En 1933 se incorporó a la compañía infantil de Andrés Chazarreta, en la que aprendió a bailar cuarenta tipos de danzas folclóricas argentinas.

### Los Hermanos Ábalos
A fines de 1938 la familia Ábalos Balzaretti se trasladó a Buenos Aires. 
Los cinco hermanos Ábalos —Machingo, Adolfo, Roberto, Vitillo y Machaco— conformaron el quinteto musical en 1939; el 31 de mayo debutaron en el Consejo Argentino de Mujeres —Teatro del Globo— con el espectáculo Patios provincianos. Vitillo era el bombisto del grupo. En 1941 abrieron la peña «Achalay» en el subsuelo de la confitería Versalles. En 1942 debutaron en Radio El Mundo y compusieron Carnavalito quebradeño para la película de Lucas Demare La guerra gaucha, con la que lograron impulsarse a nivel nacional. En 1945 inauguraron un estudio de arte nativo en el que daban clases de bombo, charango, guitarra, piano y danzas nativas argentinas, y abrieron la peña «Achalay Huasi». En 1951 se presentaron en televisión en Nueva York, Estados Unidos; también hicieron giras en Chile e Israel. En 1960 abrieron la peña «El rancho de los Ábalos» en Mar del Plata. En 1966 hicieron una gira de dos meses por Japón donde además se presentaron en el canal NHK de Tokio; ese mismo año fueron contratados para que cantaran en la recepción ofrecida al presidente francés Charles de Gaulle y su esposa durante su visita a la Argentina. Estuvieron en el Vaticano durante los papados de Pablo VI (1971) y Juan Pablo II (1984). Algunas de sus obras son clásicos del folclore argentino: Agitando pañuelos, Carnavalito quebradeño, Casas más, casas menos, Chacarera del rancho, Nostalgias santiagueñas, Zamba de los yuyos, entre otras. Permanecieron activos y juntos durante cincuenta y ocho años, hasta su despedida en 1997.

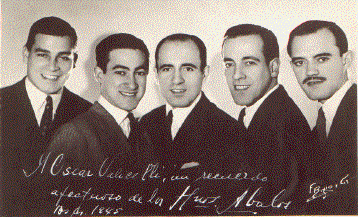
Vitillo junto a sus hermanos formando el quinteto Los Hermanos Ábalos.

### El patio de Vitillo Ábalos

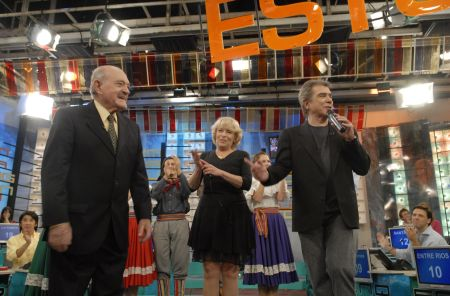
Vitillo y su esposa Elvira en el programa Estudio País 24, el 16 de mayo de 2008.

«El patio de Vitillo Ábalos» es un espectáculo itinerante creado por Vitillo en 1998, con un conjunto de artistas conformado por Ariel Barreda —piano—, Valentín Chocobar —sicu, quena y charango—, Adriana Leguizamón —teclado—, Adrián Rotger —quena, sikus, flauta traversa—, Leonel Iglesias —guitarra—, Jesús Gramaglia —guitarra y voz— y la esposa de Vitillo, Elvira Aguirrebarrena —danza—. Otros integrantes fueron Andrés Pilar —piano—, Raúl Canteros —violín, guitarra y voz— y Vanesa Ledesma. 
El nombre del proyecto alude al patio de la casa de los Ábalos en Santiago del Estero, en el que realizaban reuniones musicales. En sus espectáculos canta, baila, toca el bombo, diserta sobre temas del folclore y ameniza con anécdotas. En 2011 y 2012 realizaron una gira por la Argentina —Jujuy, Misiones, Río Gallegos, Río Grande, Salta, Santiago del Estero, Ushuaia— a través del programa «La Argentina de los más grandes», implementado por la Administración Nacional de la Seguridad Social (Anses), la Secretaría de Cultura y el Instituto Nacional de Servicios Sociales para Jubilados y Pensionados.
En mayo de 2009 se terminó la grabación del CD «El patio de Vitillo Ábalos» realizado en Río Cuarto, Córdoba. Contiene diecisiete pistas; la introducción de Vitillo con el bombo en Parche y aro, a la que le siguen las zambas Nostalgias santiagueñas, Juntito al fogón, Zamba de los yuyos, Zamba de mi pago, las chacareras La Loca y Chacay manta, el escondido Hay que hacer papá mamá, el gato El vallisto, la vidala Cuando salí de Santiago, etc.

## Periodo de 2013-2019
Desde el año 2013 tenía su programa de radio Hermanados los sábados de 9 a 10 horas en FM Soldados 87.5 MHz de la ciudad de Buenos Aires. Además, presentaba el programa Alforjas Criollas en Radio Nacional Folklórica 98.7, estación FM de LRA Radio Nacional en la ciudad de Buenos Aires.
A sus más de noventa años tenía el proyecto de llevar al Ministerio de Educación una propuesta de contenidos educativos para escuelas de nivel primario y secundario: 

Hay una materia que sigue ausente, una que podría ser «Identidad argentina». Hay que argentinizar al habitante argentino.
Víctor Manuel Ábalos.

En julio de 2013, se estrenó por Canal Encuentro con el apoyo del Ministerio de Cultura de La Nación y de la Gobernación la provincia de Santiago del Estero, una serie de 10 microdocumentales, ideado y producido junto a sus sobrinos-nietos Juan Gigena Ábalos, Josefina Zavalía Ábalos, junto al director Pablo Noé, titulado Ábalos, cinco hermanos, una historia, diez canciones, con la colaboración de Roberto J. Ábalos y la participación de Jimmy Rip, Hilda Herrera, Liliana Herrero, Axel Krygier, Raly Barrionuevo entre otros grandes, como anticipo del largometraje documental que está en proceso.
En septiembre de 2013 inició con una presentación en el teatro de la Sociedad Hebraica Argentina (SHA) una gira de despedida por la Argentina.
En noviembre de 2016 participó de la canción «Canto eterno» junto a Attaque 77 para el disco Triángulo de Fuerza Volumen 1 de la banda argentina de punk rock.

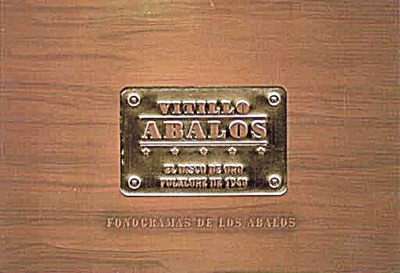
Disco de Oro

#### El disco de oro, Folklore de 1940
A los 94 años, Vitillo presenta un nuevo disco: El disco de oro, Folklore de 1940 el cual grabó junto a reconocidos artistas como Juanjo Domínguez, Jaime Torres, Raly Barrionuevo, Liliana Herrero, Omar Mollo, La Bomba de Tiempo, Hilda Herrera, Jimmy Rip, Peteco Carabajal, Facundo Saravia, Juan Manuel Gigena Ábalos, Axel Krieger, Manuel Schaller, Pedro Rossi, entre otros.
Es un disco doble; el disco 1, son las canciones de los Hermanos Abalos regrabadas por Vitillo junto a grandes artistas. El disco 2, son 20 seleccionadas canciones de los Hermanos Abalos que encuadran el sonido del folklore del 1940.
Falleció el 19 de octubre de 2019 a la edad de 97 años. Su cuerpo fue cremado y sus cenizas depositadas en el Panteón de la Sociedad Argentina de Autores y Compositores del Cementerio de la Chacarita, al lado de su hermano Adolfo.

## Filmografía
- 2012. Aire de chacarera. Guion: Nicolás Tacconi, Fernando Arnedo y Gabriel Medina. Dirección: Nicolás Tacconi.
- 1976. El canto cuenta su historia. Guion: Julio Marbiz. Dirección: Fernando Ayala y Héctor Olivera.
- 1942. Sinfonía argentina. Como integrante de Los Hermanos Ábalos. Guion y dirección: Jacques Constant.

En 2012 Roger Waters durante su estadía en Argentina lo convocó para participar en el videoclip de la canción The Child Will Fly, compuesta por el músico británico especialmente para colaborar con el programa Educación Temprana de la Fundación Alas, que fue filmado en la Villa 31 con la participación de Eric Clapton, Gustavo Cerati y Shakira. El videoclip de doce minutos de duración fue dirigido por Diego Kaplan y coguionado por Coraje Ábalos, sobrino nieto de Vitillo. Su personaje es el de un viejo luthier que enseña música a los niños de la villa con instrumentos realizados con objetos que recolecta en las calles.

## Homenajes y reconocimientos
En 2007 fue declarado Ciudadano Ilustre de la ciudad de Buenos Aires por su trayectoria nacional e internacional en el campo de la música.
En 2008 durante el Festival de Cosquín la Comisión Municipal de Folclore le otorgó el premio Camín de Oro Cosquín 2008 en reconocimiento a su trayectoria.
El 8 de mayo de 2012, una de las fechas celebradas por Vitillo Ábalos como su cumpleaños, la Secretaría de Cultura de la Nación y el Ministerio de Planificación Federal, a través del Plan Nacional Igualdad Cultural, organizaron un homenaje al músico en el Teatro del Globo, con el espectáculo «90 años de Vitillo Ábalos», que fue transmitido en directo por el canal 360 TV de Televisión Digital Abierta y por el sitio Igualdad Cultural. Participaron más de veinte artistas, entre ellos, Andrés Ciro Martínez, César Isella, Franco Luciani, Hilda Herrera, Jaime Torres, Juan Carlos Saravia, Marián Farías Gómez, Mavi Díaz, los Carabajal —Blas, Cali, Cuti, Musha, Peteco, Roberto y Walter—, Raly Barrionuevo, Suna Rocha, el Ballet Folklórico Municipal de Olavarría y el Ballet Folklórico del Instituto Universitario Nacional del Arte (IUNA).
En octubre de 2012 la Universidad Nacional de Lanús (UNLa) le otorgó el premio «Trayectoria» a la docencia e investigación de la música nacional.
En 2015, la Fundación Konex le otorgó la Mención Especial a la Trayectoria por su invaluable aporte a la música popular de la Argentina.
En 2016 recibió la «Distinción de Honor» a grandes artistas del folclore argentino por la Cámara de Diputados de La Nación.